# Lista monumentelor istorice din județul Iași - J

Simbol pentru monumentele istorice

Lista monumentelor istorice din județul Iași - J cuprinde monumentele istorice înscrise în Patrimoniul cultural național al României și aflate în localități ce încep cu litera J din județul Iași. 
Lista completă este menținută și actualizată periodic de către Ministerul Culturii, Cultelor și Patrimoniului Național din România, prin intermediul Institutului Național al Patrimoniului, ultima versiune datând din 2015. Această listă cuprinde și actualizările ulterioare, realizate prin ordin al ministrului culturii.
Puteți căuta un monument din județul Iași folosind formularul de mai jos sau puteți naviga prin toate monumentele din județ la lista monumentelor istorice din județul Iași.
| Cod LMI                              | Denumire                                                      | Localitate                     | Localizare                                                              | Datare, Creatori                               | Imagine               | Erori             |
| ------------------------------------ | ------------------------------------------------------------- | ------------------------------ | ----------------------------------------------------------------------- | ---------------------------------------------- | --------------------- | ----------------- |
| IS-I-s-B-03609 (RAN: 99824.01)       | Situl arheologic de la Jigoreni, punct „Cuibul Hultanului”    | sat Jigoreni; comuna Țibănești | „Cuibul Hultanului”, la cca. 1,5 km NNV de școala generală din Jigoreni |                                                | Încarcă foto \| video | Raportează eroare |
| IS-I-m-B-03609.01 (RAN: 99824.01.04) | Așezare                                                       | sat Jigoreni; comuna Țibănești | „Cuibul Hultanului”, la cca. 1,5 km NNV de școala generală din Jigoreni | sec. XVII - XVIII, Epoca medievală             | Încarcă foto \| video | Raportează eroare |
| IS-I-m-B-03609.02 (RAN: 99824.01.03) | Așezare                                                       | sat Jigoreni; comuna Țibănești | „Cuibul Hultanului”, la cca. 1,5 km NNV de școala generală din Jigoreni | Hallstatt                                      | Încarcă foto \| video | Raportează eroare |
| IS-I-m-B-03609.03 (RAN: 99824.01.02) | Așezare                                                       | sat Jigoreni; comuna Țibănești | „Cuibul Hultanului”, la cca. 1,5 km NNV de școala generală din Jigoreni | Epoca bronzului târziu, cultura Noua           | Încarcă foto \| video | Raportează eroare |
| IS-I-m-B-03609.04 (RAN: 99824.01.01) | Așezare                                                       | sat Jigoreni; comuna Țibănești | „Cuibul Hultanului”, la cca. 1,5 km NNV de școala generală din Jigoreni | Eneolitic final, cultura Horodiștea – Erbiceni | Încarcă foto \| video | Raportează eroare |
| IS-I-s-B-03610 (RAN: 99824.02)       | Situl arheologic de la Jigoreni, punct „Grindu - Piersicărie” | sat Jigoreni; comuna Țibănești | „Grindu - Piersicărie”, la 1 km N de Școala Generală                    |                                                | Încarcă foto \| video | Raportează eroare |
| IS-I-m-B-03610.01 (RAN: 99824.02.06) | Așezare                                                       | sat Jigoreni; comuna Țibănești | „Grindu - Piersicărie”, la 1 km N de Școala Generală                    | sec. XVII - XVIII, Epoca medievală             | Încarcă foto \| video | Raportează eroare |
| IS-I-m-B-03610.02 (RAN: 99824.02.05) | Așezare                                                       | sat Jigoreni; comuna Țibănești | „Grindu - Piersicărie”, la 1 km N de Școala Generală                    | sec. XI – XII, Epoca medieval timpurie         | Încarcă foto \| video | Raportează eroare |
| IS-I-m-B-03610.03 (RAN: 99824.02.04) | Așezare                                                       | sat Jigoreni; comuna Țibănești | „Grindu - Piersicărie”, la 1 km N de Școala Generală                    | sec. IV p.Chr, Epoca daco-romană               | Încarcă foto \| video | Raportează eroare |
| IS-I-m-B-03610.04 (RAN: 99824.02.03) | Așezare                                                       | sat Jigoreni; comuna Țibănești | „Grindu - Piersicărie”, la 1 km N de Școala Generală                    | sec. IV - III a. Chr., Latène                  | Încarcă foto \| video | Raportează eroare |
| IS-I-m-B-03610.05 (RAN: 99824.02.02) | Așezare                                                       | sat Jigoreni; comuna Țibănești | „Grindu - Piersicărie”, la 1 km N de Școala Generală                    | Hallstatt                                      | Încarcă foto \| video | Raportează eroare |
| IS-I-m-B-03610.06 (RAN: 99824.02.01) | Așezare                                                       | sat Jigoreni; comuna Țibănești | „Grindu - Piersicărie”, la 1 km N de Școala Generală                    | Epoca bronzului târziu, cultura Noua           | Încarcă foto \| video | Raportează eroare |
| IS-II-m-B-04187 (RAN: 99824.03)      | Biserica de lemn „Adormirea Maicii Domnului”                  | sat Jigoreni; comuna Țibănești |                                                                         | 1813                                           | Încarcă foto \| video | Raportează eroare |